# Béla Böszörményi-Nagy
Béla Böszörményi-Nagy (Sátoralja (Comtat de Borsod-Abaúj-Zemplén), 9 d'abril, 1912,  – Boston, (Massachusetts), 8 de gener, 1990), va ser un pianista i professor de música hongarès que va viure al Canadà i als Estats Units des de 1948.
És una de les figures més significatives de la generació de professors de piano que van seguir Béla Bartók i Ernő Dohnányi. Va fer concerts arreu del món, les seves interpretacions de Beethoven i Liszt són significatives, i se li atribueix l'estrena hongaresa del Concert per a piano núm. 3 de Bartók.

## Trajectòria artística
Estudis

Va estudiar a la Facultat d'Arts de la Universitat de Szeged i a l'Acadèmia de Música de Budapest en paral·lel. A l'Acadèmia de Música, va ser alumne d'Imre Keéri-Szántó, després va continuar els seus estudis de piano amb Dohnányi a l'Escola d'Art, el seu professor de música de cambra va ser Leó Weiner i va estudiar composició amb Zoltán Kodály. Entre 1935 i 1937 va rebre una beca Liszt, i el 1937 va obtenir un diploma com a pianista i alhora un doctorat en humanitats a Szeged.

## Solista i carrera docent
Després de graduar-se, va esdevenir professor al departament de piano de l'Acadèmia de Música de Budapest a partir del 1937. A més d'ensenyar, oferia regularment concerts tant a Hongria com a l'estranger, a Amsterdam (Concertgebouw), Berlín (Singakademie), Viena, Hèlsinki i Varsòvia.
A partir del 1945 va ser el cap del departament de piano i va oferir més concerts a l'estranger (a Àustria, França, Suïssa, Anglaterra, Suècia). A partir del 1945 va esdevenir director general de l'Acadèmia de Música, membre del consell d'administració juntament amb Ede Zathureczky.
El 1948, va emigrar amb la seva família al Canadà, on va ensenyar al Conservatori Reial de Música de la Universitat de Toronto durant cinc anys. De 1953 a 1962, va ser cap del departament de piano a la mundialment famosa Universitat d'Indiana a Bloomington, on Ede Zathureczky (llavors director de l'Acadèmia de Música de Budapest), que havia emigrat als Estats Units el 1956, va esdevenir cap del departament de violí. Van actuar junts, actuant al Town Hall de Nova York el 8 d'abril de 1958.
Més tard va continuar la seva tasca docent com a cap de departament a la Universitat de Boston, la Universitat de Carolina del Nord i la Universitat Catòlica de Washington.
El seu extens repertori incloïa gairebé seixanta concerts, així com gairebé totes les obres solistes de Bach, Haydn, Mozart, Beethoven, Schubert, Chopin, Brahms, Debussy, Ravel, Bartók, Kodály, Stravinsky, Boulez i Stockhausen.
Va començar a visitar casa seva regularment a mitjans dels anys setanta. Va morir als Estats Units el 1990, als setanta-vuit anys.
Alguns dels seus famosos estudiants van ser: Mihály Bächer, Ervin László i Kornél Zempléni.

## Recursos
- Béla Böszörményi-Nagy – Acadèmia de música d'antics alumnes notables
- Béla Böszörményi-Nagy Obituary, NYTimes, 9 de gener de 1990.
- Gábor Sziranyi – Parlando, febrer de 2012

## Més informació
- Gábor Sziranyi: Tecles de piano. La memòria d'István Thomán, Stefánia Szalay i Béla Böszörményi-Nagy ; Attila Retkes
- Cultural Value Creation Ltd., Bp., 2013 ( Gramofon Books )